# 三角帽子 (ファリャ)

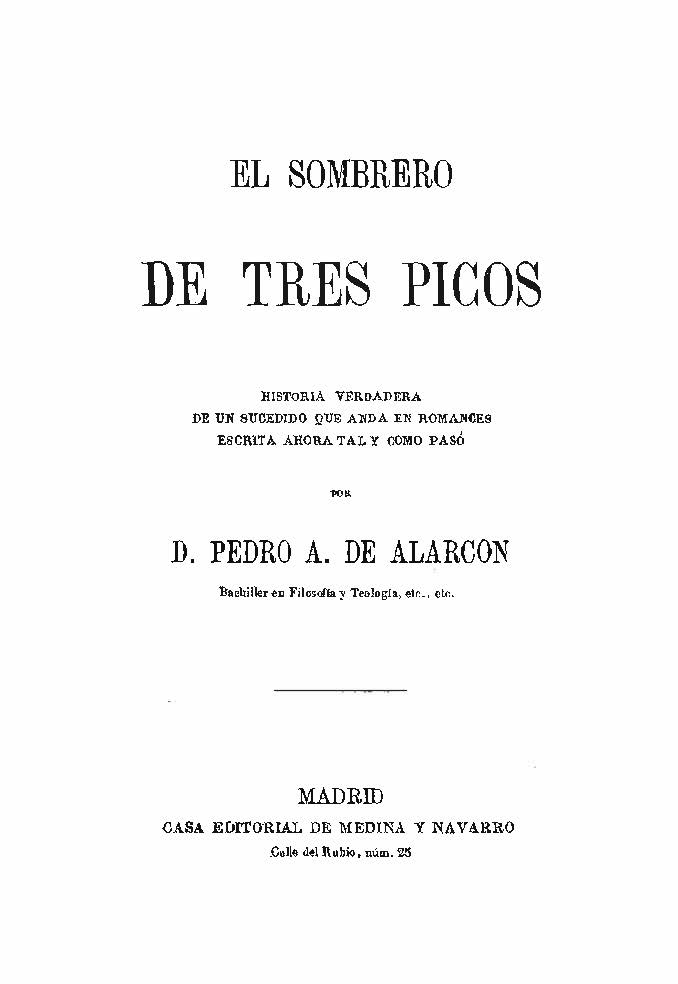
原作の表紙

『三角帽子』（さんかくぼうし、原題:El sombrero de tres picos）は、ペドロ・アントニオ・デ・アラルコンがスペイン・アンダルシアの民話を元にした短編小説『三角帽子』を元にしてマヌエル・デ・ファリャが作曲したバレエ音楽、もしくは後に抜粋されたふたつの組曲。表題は登場人物の一人である「代官」の帽子に由来し日本語では通常「三角（さんかく）」と訳されるが、正確には「三角（さんつの）」のソンブレロである。

## 作曲の経緯

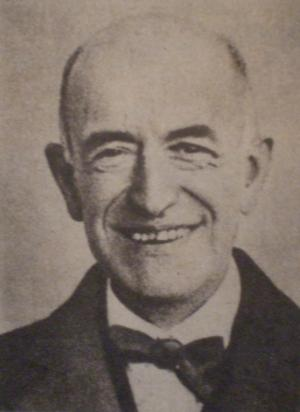
ファリャ

1903年にファリャと台本作家のカルロス・フェルナンデス・シャウは王立サン・フェルナンド美術アカデミーで開かれるコンクール用の題材としてアラルコンの小説『三角帽子』に目をつけたが、歌劇『はかなき人生』（1913年）の制作が優先され、この企画は棚上げとなった。
その後ファリャは『恋は魔術師』（1915年）を共同制作したグレゴリオ・マルティネス・シエラとともに、『三角帽子』に基づくパントマイムを制作することにした。ファリャが作曲途中であった1916年にバレエ・リュスの主宰であるセルゲイ・ディアギレフがファリャにバレエ音楽の作曲を依頼。ディアギレフは最初『スペインの庭の夜』をバレエ化したいと考えていたが、これにファリャが熱心でなく、アラルコンの小説『三角帽子』を元にした『代官と粉屋の女房』（El Corregidor y La Molinera ）の再構成を提案した。ディアギレフはこれに同意し、振付にレオニード・マシーンを、さらに舞台・衣装デザインにパブロ・ピカソを起用した。
1917年始めには一応の作曲が完了し、ディアギレフはこれをすぐに上演することを求めたが、ファリャとシエラは当初の計画通りパントマイムとして上演することを望み、4月7日にマドリードのエスラバ劇場（Eslava Theatre）で、ホアキン・トゥリーナ指揮のマドリード・フィルハーモニック・オーケストラの演奏で初演された（第一次世界大戦のためバレエの上演が困難であったためでもある）。
この時のパントマイム『代官と粉屋の女房』は小編成オーケストラのために書かれていたが（後述）、初演に立ち会ったディアギレフのアドヴァイスに基づき、大編成オーケストラのためのオーケストレーションの改編と大幅な曲の追加やカットが行われ、1919年にバレエ音楽『三角帽子』として完成した。上記の通りディアギレフは初演に力を入れ、指揮にアンセルメ、舞台美術にはピカソを起用。この際ピカソが描いたデコールは有名である。

## バレエの初演
- バレエ初演：1919年7月22日、ロンドン・アルハンブラ劇場
- バレエ：バレエ・リュス
- 上演時間：約40分
- 台本：グレゴリオ・マルティネス・シエラ
- 振付・粉屋役：レオニード・マシーン
- 作曲：マヌエル・デ・ファリャ
- 指揮：エルネスト・アンセルメ
- 舞台・衣装デザイン：パブロ・ピカソ

- 日本初演：1979年

## 出版
1921年にイギリスのチェスター・ミュージックより出版され現在に至っている。

## 構成
2幕形式。13曲から成る。

## 編成
- ピッコロ
- フルート2
- オーボエ2
- イングリッシュホルン
- クラリネット2
- ファゴット2
- ホルン4
- トランペット3
- トロンボーン3
- チューバ
- ティンパニ
- 打楽器5人の奏者
- ピアノ
- チェレスタ
- ハープ
- 弦5部
- メゾソプラノ独唱（オフステージ）

## 主な登場人物
- 代官（この代官のかぶっている帽子が三角帽子）
- ルーカス（粉屋）
- フラスキータ（粉屋の妻）

## あらすじ
【()内は曲名】
ティンパニの力強いリズムで始まる。（序奏）カスタネットの連打とともに「オレ！オレ！」の叫び声。メゾソプラノが「奥さん、閂をかけなさい」と歌い終わり、最初のティンパニに導入された旋律が終わると幕が開く。

### 第1幕
（午後）アンダルシアのある町で、見た目が悪いが働き者の粉屋と、美人の女房が住んでいる。ある日、好色な代官がこの女房に目をつけ、お忍びで現れる。女房は粉屋を物陰に隠し、代官に官能的な踊り「ファンダンゴ」（粉屋の女房の踊り）を踊る。代官は言い寄るが、からかわれた末にその場に倒れてしまう。（ぶどう）出てきた粉屋が代官を殴り、代官は引き揚げる。

### 第2幕
その日の夜、近所の人々が祭の踊り「セギディリア」を踊っている（近所の人たちの踊り）。粉屋も「ファルーカ」を踊りだす（粉屋の踊り）。激しい踊りが続くが、代官のわなにより、粉屋は無実の罪で2人の警官に逮捕されてしまう。代官は女房を奪い取ろうと忍び寄ってくる（代官の踊り）が、気が急いでいる代官は水車小屋の前の川に落ち、粉屋の女房に助けられるが結局逃げられてしまう。代官はぬれた服を脱ぎ、粉屋のベッドに潜り込む。そこに逃げ出してきた粉屋が戻ってくるが、代官の服を見て自分の服と代官の服を交換し、代官の女房のところに向かう。代官は粉屋の衣服を着て外に出て（終幕の踊り）、警官に見つかり、その警官と近所の人に袋叩きに遭い、逃げていく。近所の人たちは、平和を取り戻した粉屋の夫婦を中心に、一晩中踊って一件落着「ホタ」。

## 初演版（『代官と粉屋の女房』）

### 編成
小編成オーケストラ用であり、打楽器は全く含まない。
- フルート1（ピッコロ持ち替え）
- オーボエ1
- クラリネット1
- ファゴット1
- ホルン1
- トランペット1
- ピアノ
- 弦楽5重奏
- メゾソプラノ独唱（オフステージ）

初演時は第1、第2ヴァイオリン、ヴィオラ、チェロが2名ずつ、合計17人で演奏された。

### 『三角帽子』への改編
あらすじや、2幕構成であることは同一であるが、『三角帽子』への改編に際し、「序奏」、「粉屋の踊り」などが追加された（ただし「粉屋の踊り」の序奏部分は最初から存在していた）。「終幕の踊り」も初演版では約30秒程度の短いフィナーレに過ぎない。
反対に、第2幕の終わり頃にあったベートーヴェンの交響曲第1番の第4楽章序奏のパロディー（『三角帽子』練習番号55に見られるイ長調の上昇音階はその名残りである）などはカットされてしまっている。

### 『三角帽子』組曲
ファリャは後に、バレエから主要な場面の踊りの音楽を抜いて、２つの演奏会用組曲を編んだ。

第1組曲　 
1.序奏部
2.粉屋の女房の踊り(ファンダンゴ)
3.代官の踊り
4.粉屋の女房
5.ぶどう

第2組曲　
1.近所の人たちの踊り(セギディーリャ)
2.粉屋の踊り(ファルーカ)
3.終幕の踊り(ホタ)

## 同一の主題を扱った作品など
- 同一の主題を扱った作品に、オーストリアの作曲家フーゴ・ヴォルフが作曲した4幕のオペラ『代官様』がある。
- 本作を日本風に翻案したものに木下順二の戯曲『赤い陣羽織』がある。

## 備考
- アメリカ初演時の舞台・衣装はサルバドール・ダリが担当した。
- メゾソプラノ独唱は、オペラ歌手よりもフラメンコ歌手のほうが良いとされることがある。